# Афанасій Филипович
Афанасій Филипович, Афанасій Берестейський, також Атанасій Филипович (бл. 1595, Берестя — 5 вересня 1648, Берестя) — релігійний діяч Речі Посполитої, письменник-полеміст, священник Київської митрополії. Вважається святим в низці православних церков. 

## Життєпис

### Ранні роки
Точних даних про життя Афанасія Филиповича до 1627 року немає. Точна дата його народження невідома; датування коливається між 1595 і 1600 роками. У свою чергу, дослідники Н. Петров і М. Жук в своїй статті наводять як дату народження 1597 рік, ґрунтуючись, зокрема, на повідомленні з «Діаріуша» автора про постриг його в ченці в 1627 році. Останнє в XVII столітті за статутним правилом православної церкви дозволялося лише після досягнення 30 років. В якості додаткового аргументу автори вказують на те, що службу при дворі шляхти в той час могла нести тільки людина старше двадцяти років. Згідно з тим же «Діаріушом», до 1620 року Филипович мав уже таку посаду.
Також невідомо його місце народження. Вважається, що Афанасій народився в західній частині Білорусі: так, одні дослідники вважають, що він народився на Берестейщині, інші — на Гродненщині. Втім, те, що Афанасій Филипович був ігуменом берестейського Свято-Симеонівського монастиря, говорить про його походження з Берестейщини, так як за церковними правилами XVII століття такий великий пост, як настоятель монастиря, могла займати, за рідкісним винятком, тільки людина, що народилася на цій землі.
Існують дві версії про соціальне походження Афанасія Филиповича. Так, Микола Костомаров вважав, що Афанасій Филипович походив з родини бідного шляхтича, так як служив при дворі гетьмана Лева Сапіги домашнім учителем, що могли, на його думку, тільки вихідці зі шляхти. Цієї ж точки зору дотримуються Мельников, Тітовець і К. І. Тарасов, який вважав, що людину без шляхетського титулу не запросили б в домашні вчителі до «царевича». З іншого боку, сам Афанасій в своєму «Діаріуші» підкреслює, що він «нендзний чоловік, простак, гарбарчик». Виходячи з цього, білоруський літературознавець А. Ф. Коршунов вважає, що Афанасій походив із родини міського ремісника-кожум'яки (таку ж можливість допускає і Мельников). Однак ці слова могли бути сказані і відповідно до переконаннями ченця, який, бажаючи показати велич Бога і православної церкви і проявити свою повагу до короля, повинен був підкреслювати свою «нендзнасть» («злидні», «нужду»).
Отримав гарну освіту в одному з монастирів Речі Посполитої. У 1622—1627 році служив у почті великого гетьмана литовського Лева Сапіга.

### Чернецтво
У 1627 році прийняв чернечий сан у монастирі Святого Духу у Вільні і цілком віддався релігійній та суспільно-політичній діяльності. Згодом перебирається до Кутеїнського монастиря біля Орші, потім — до Межигірського монастиря біля Києва. У 1632 році повернувся до монастиря Святого Духа, де отримав сан ієромонаха. У 1633 році перебирається до Дубойського монастиря (біля Пінська). Проте у 1636 році католики знищили монастир. Тоді Филипович переїздить до Куп'ятицького монастиря.
У 1637 році Афанасій Филипович отримує від митрополита Петра Могили дозвіл на збір ялмужни — пожертвувань на відновлення Куп'ятицької монастирської церкви. Деякий час займався збирання коштів, але у 1638 році відправляється до Московського царства за допомогою. Деякий час мандрував монастирями Московії й у червні того ж року повернувся до Речі Посполитої.
У 1640 році обирається єгументом Свято-Симеонівського монастиря (м. Берестя). Тут розпочав боротьбу проти уніатів та католиків. У 1641 році Филиповичу вдалося отримати від короля Владислава IV привілей на діяльність монастиря. У 1643 році під час засідання Сейму у Варшаві звернувся до короля щодо припинення гонінь на православ'я. за це його посадили під варту, але Афанасій Филипович утік. Проте згодом був заарештований та відправлений до Києва. Тут відбувся церковний суд (за порушення субординації) під головуванням Інокентія Ґізеля, що виправдав Филиповича.
Втім протягом наступник 1644—1645 роках Афанасій неодноразово звертався до кроля та чиновників щодо захисту віри та інтересів свого монастиря. У 1645 році його знову заарештували, проте через деякий час звільнили та відправили до Києво-Печерської лаври. Тут він знаходився як ув'язнений.
У 1647 році після смерті митрополита Петра Могили луцький єпискоф Афанасій Пузина зумів звільнити Филиповича, який повернувся до Берестя. Тут у 1648 році за звинувачення у протидії унії його було заарештовано й незабаром страчено.

## Творчість

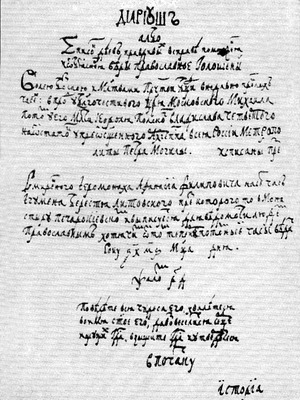
Перша сторінка зі списку «Діаріушу».

Його творчість обіймала переважно полемічні твори. Найвідомішим твором є «Діаріуш» (Щоденник), що являє собою своєрідне з'єднання полемічної антиуніатської публіцистики з автобіографічним оповіданням. «Діаріуш» знаходиться в жанровому відношенні він багато в чому близький до творів історико-мемуарного характеру, в яких розповідь про події пов'язана з фактами особистої біографії автора. Для «Діаріуша» характерні правдивість, пристрасність і драматизм розповіді, підвищена експресивність і релігійна екзальтація.
Також у доробку А.Филиповича є праці, що відображали його реакції на сучасні події, перш за все критику Берестейської унії та її наслідків, — «Пояснювальна записка суду духовної консисторії» (1643 рік), «Новини», «Фундамент непорядку костелу римського», «Приготування на суд», «Порада побожна», «Про фундамент церковний», численні супліки до короля та впливових державних та церковних діячів Речі Посполитої.

### Українською мовою
- Енциклопедія українознавства: Словникова частина: в 11 т. / Наукове Товариство ім. Шевченка ; гол. ред. проф., д-р Володимир Кубійович. — Париж ; Нью-Йорк ; Львів: Молоде життя, 1954—2003.. Словникова частина. — Т. 9. — С. 3496.
- Костомаров Н. І. Історичні монографії і дослідження в 17 тт. — М .: Чарлі, 1994 г., [т. 6], с. 431—456.

### Російською мовою
- Афанасий (Филиппович) // Русский биографический словарь : в 25 т. — СПб.—М., 1896—1918. (рос.)
- Козел А. А. Философская мысль Беларуси. — Мн. : Амалфея, 2004. — 352 с. — ISBN 985-441-332-2.
- Коршунов А. Ф. Афанасий Филиппович: жизнь и творчество. — Мн. : Наука и техника, 1965. — 183 с.
- Мельников А. А. Путь непечален. — Мн. : Издание Белорусской Православной Церкви Московского Патриархата, 1992. — 241 с.
- Таисия, монахиня (Карцева Т. Г.). Преподобномученник Афанасий Брестский // Русские святые. 1000 лет русской святости. — СПб : Азбука-классика, 2001. — С. 489—493.
- Юзефович Л. А. Самые знаменитые самозванцы: Ист. очерки. — Москва : Олимп, 1999. — ISBN 5-7390-0492-4.

### Білоруською мовою
- Асветнікі зямлі Беларускай, X — пачатак XX ст / Рэдкал.: Г. П. Пашкоў (гал. рэд.) і інш. — Мн. : БелЭн, 2001. — 496 с. — ISBN 985-11-0205-9.
- Афанасій Берасцейскі // Вялікае княства Літоўскае / Рэдкал.: Г. П. Пашкоў (гал. рэд.) і інш. — Мн. : БелЭн, 2007. — Т. 1. — С. 267. — ISBN 978-985-11-0393-1.
- Белазаровіч В. А. Гістарыяграфія гісторыі Беларусі. — Гродно : ГрДУ, 2006. — 345 с.
- Кулагін А. М. Праваслаўныя храмы Беларусі: энцыклапедычны даведнік. — Мн. : БелЭн, 2007. — ISBN 978-985-11-0389-4.
- Кулагін А. М. Праваслаўныя храмы на Беларусі: энцыклапедычны даведнік. — Мн. : БелЭн, 2001. — 328 с. — ISBN 985-11-0190-7.
- Прашковіч М. Слова пра Афанасія Філіповіча. — 1965. — № 12. — С. 174—177.
- Пятроў М., Жук М. «…То не чалавек стаяў, стаяла вера» // Беларуская думка. — Мн., 1997. — № 3. — С. 159—165.
- Цітавец А. А. Афанасій Брэсцкі // Рэлігія і царква на Беларусі: Энцыкл. давед / рэдкал.: Г. П. Пашкоў і інш. — Мн. : БелЭн, 2001. — С. 26. — ISBN 985-11-0220-2.

### Польською мовою
- Mironowicz A. Diecezja białoruska w XVII i XVIII wieku. Wydawnictwo Uniwersytetu w Białymstoku. — 2008. — С. 38, 100—103. — ISBN 978-83-7431-150-2.

### Англійською мовою
- Walsh, Michael (2007). A New Dictionary of Saints: East and West. Liturgical Press. pp. 68–69. ISBN 978-0-8146-3186-7.